# أحمد زكي صفوت
أحمد زكي صفوت (1311 - 1395 هـ / 1893 - 1975 م)، هو باحث وخطيب ومؤرخ مصري وأحد علماء الشريعة والأدب وتاريخ الإسلام.

## حياته وعلمه
ولد في مدينة دمياط، وتوفي في القاهرة. عاش في مصر. تخرج في مدرسة دار العلوم 1914.عمل بالتدريس في عدد من المدارس، منها: مدرسة الأمير فاروق الثانوية ثم مدرسة دار العلوم (1929) التي تحولت إلى كلية وانضمت إلى جامعة فؤاد الأول (جامعة القاهرة) حيث رُقِّي إلى درجة أستاذ مساعد (1947)، وإلى درجة أستاذ (1950)، واختير وكيلا لكلية دار العلوم (1952) وظل في عمله حتى إحالته إلى التقاعد.
كان صفوت شاعراً معلمًا نظم في المناسبات وفي عدد من الأغراض المتداولة في عصره كالمديح، والتهنئة والوصف، المتاح من شعره ثلاث قصائد أولاها «الضيف الثقيل» وهي من النظم التعليمي فكاهية الطابع تعتمد على الحكي، ترسم صورة لفأر حل ضيفًا ثقيلا، يغلب عليها روح السخرية والانتقاد، تلتزم جميعها العروض الخليلي والقافية الموحدة وتجمع بين جزالة المفردة وطرافة المعنى، وقد استعان فيها بالتضمين.

## مؤلفاته
- له قصائد نشرت في كتابه: «صفوة المنشآت».[5]
- الطرائف 1921 (بالاشتراك)
- العصر الجاهلي - عصر صدر الإسلام[6]
- صفوة المنشآت 1915، الطبعة الثانية 1923
- العلوم والمعارف في العصر العباسي 1929[7]
- الكامل في قواعد اللغة العربية نحوها وصرفها 1929 (4 أجزاء)، مطبعة مصطفى البابي الحلبي.[8]
- تاريخ الجدل والمناظرات 1932
- تاريخ الخطابة في الجاهلية والإسلام 1932
- ترجمة علي بن أبي طالب 1933
- جمهرة خطب العرب 1933 - 1934 (3 مجلدات)[9][10]
- علم المعاني 1936[11]
- جمهرة رسائل العرب 1937 - 1938 (4 مجلدات)[4][12]
- علم البيان 1937
- قضاء الأحوال الشخصية للطوائف الملية[13]
- شرح وتحقيق الجزء الثاني عشر من كتاب الأغاني للأصفهاني 1950
- له بعض المؤلفات التي نشرت بعد وفاته: رسالة في تاريخ الموشحات والأزجال وسائر الفنون (كتبه 1951)، والشعر في العصر الأموي (كتبه 1951).

## وفاته
توفي في 1960 ودفن في القاهرة.

## دراسات نقدية
- الخطبُ الجاهليَّةُ في كتاب ”جمهرةُ خطبِ العربِ” لأحمد زكي صفوت (1395 ه)، بحثٌ في المادَّةِ ومنهجِ الجمعِ والتَّحقيقِ، محمَّد عبد السَّاتر زكريَّا، أ.د. سمر الدَّيُّوب، مركز جيل البحث العلمي، جامعة البعث – حمص، سوريا.[14][15]